# Salvatore Giunta
Salvatore Augustine Giunta (Clinton, iowa, 21 de janeiro de 1985) é um sargento do Exército dos Estados Unidos. Ele é a primeira pessoa viva desde a Guerra do Vietnã a receber a condecoração militar mais alta dos Estados Unidos por valentia, a Medalha de Honra. Giunta foi citado para salvar membros de sua equipe em 25 de outubro de 2007 durante a guerra no Afeganistão.